# غيردا مولر
غيردا مولر (بالألمانية: Gerda Müller)‏ هي ممثلة ألمانية، ولدت في 30 يوليو 1894 ببروسيا الشرقية، وتوفيت في 26 أبريل 1951 ببرلين في ألمانيا. من الجوائز التي نالتها الجائزة الوطنية لجمهورية ألمانيا الديمقراطية.

## جوائز
- الجائزة الوطنية لجمهورية ألمانيا الديمقراطية

## وصلات خارجية
- غيردا مولر على موقع IMDb (الإنجليزية)
- غيردا مولر على موقع كينوبويسك (الروسية)